# Ys IV: The Dawn of Ys
Ys IV: The Dawn of Ys es un juego de role-acción de 1993 creado por Hudson Soft para el PC Engine CD-ROM². Es el cuarto juego de la Ys video game series. The Dawn of Ysfue uno de los dos juegos lanzados bajo el título de Ys IV, siendo el otro Tonkin House's Ys IV: Mask of the Sun para el Super Famicom. Los dos juegos comparten el mismo escenario, pero Hudson se tomó más libertades con su presentación en The Dawn of Ys, y resultaron dos juegos únicos.

## Gráfico
Ys IV tiene lugar dos años después de los eventos de Ys II y antes de los eventos de Ys III: Wanderers from Ys . Cuando comienza el juego, Adol ha regresado a la ciudad de Minea, donde comenzó Ys I. Tras caminar un rato y mantener largas conversaciones con viejos amigos, decide zarpar hacia la tierra de ultramar de Celceta.

## Cómo se juega
Ys IV vuelve al estilo de juego utilizado en Ys I y II .  El área de juego se ve desde una perspectiva de arriba hacia abajo, y el jugador ataca a los enemigos corriendo hacia ellos para causarles daño al colisionar con estos. Adol gana experiencia al derrotar enemigos, y ganar experiencia sirve para aumentar su fuerza, como en los juegos anteriores. El sistema Magic introducido en Ys II también vuelve para este juego.

## Desarrollo
Los creadores de la serie Ys, Nihon Falcom, dieron la licencia de su desarrollo a Hudson Soft .
La música original fue creada desde cero por los miembros de Falcom Sound Team JDK Atsushi Shirakawa, Naoki Kaneda, Takahiro Tsunashima y Masaru Nakajima. Como también fue el caso con las versiones en CD-ROM² de Hudson de Ys I & II e Ys III: Wanderers from Ys, las pistas del CD-DA de The Dawn of Ys fueron arregladas por Ryo Yonemitsu. Yonemitsu no arregló toda la banda sonora del juego en sí, ya que Osamu Narita programó muchas pistas para el chip de sonido interno de la consola, pero sí cubrió todas las pistas de la serie de CD Perfect Collection Ys IV . ( ver abajo )

## Recepción
La revista japonesa de juegos Famitsu le dio al juego una puntuación de 29 puntos sobre 40 posibles.
La revista francesa Joypad le dio un 96%. 